# Uperoleia borealis
Az Uperoleia borealis a kétéltűek (Amphibia) osztályának békák (Anura) rendjébe, a Myobatrachidae családba, azon belül az Uperoleia nembe tartozó faj.

## Előfordulása
Ausztrália endemikus faja. Elterjedési területe Nyugat-Ausztrália északnyugati része, a Kimberley régió keleti felén, ami keletre az Északi területig terjed. Elterjedési területének mérete nagyjából 36 500 km².

## Megjelenése
Kis termetű békafaj, testhossza elérheti a 3 cm-t. Háta barna, sötétbarna foltokkal és középen gyakran egy vékony, narancssárga hosszanti sávval. A szájszéltől a karig néha apró, halvány barnássárga vagy halvány rózsaszín csík húzódik. A hasa fehér, halvány rózsaszín árnyalattal, a hímek torka sötétszürke. A pupilla vízszintes, az írisz aranyszínű. Lábain néha vízszintes sávok húzódnak. Az ágyék és a combok hátsó része élénkvörös. Mellső lábainak ujjai között nincs úszóhártya, a hátsókén félig van, ujjai végén nincsenek korongok. A paratoid mirigyek nagy méretűek és néha halvány narancsbarna színűek.

## Életmódja
Élőhelye átmenetileg elöntött gyepterületek gyér növényzetű területei. A hímek februártól hallatják hangjukat a fűcsomók tövéből, vagy álló vagy folyóvizek kövei közül. Nyáron, az esős évszakban szaporodik. A petéket a nőstény egyenként rakja le, és a vízfelszín alatti növényzethez rögzíti ideiglenes tavakban, patakokban és elárasztott vízelvezető árkokban. Az ebihalak akár 3,5 cm hosszúak is lehetnek, aranybarna színűek. Gyakran a víztestek alján maradnak, nincs feljegyzés arról, hogy mennyi idő alatt fejlődnek békává.

## Természetvédelmi helyzete
A vörös lista a nem fenyegetett fajok között tartja nyilván. Populációja stabil, több természetvédelmi területen is megtalálható.